# Вінниця (Плоцький повіт)
Вінниця (пол. Winnica) — село в Польщі, у гміні Брудзень-Дужий Плоцького повіту Мазовецького воєводства.
Населення — 50 осіб (2011).
У 1975-1998 роках село належало до Плоцького воєводства.

## Демографія
Демографічна структура станом на 31 березня 2011 року:
|          | Загалом | Допрацездатний вік | Працездатний вік | Постпрацездатний вік |
| -------- | ------- | ------------------ | ---------------- | -------------------- |
| Чоловіки | 27      | 4                  | 18               | 5                    |
| Жінки    | 23      | 3                  | 9                | 11                   |
| Разом    | 50      | 7                  | 27               | 16                   |